# KaBlam!
Kablam! (stiliserad som KaBLaM!) är en amerikansk animerad komedi som sändes på Nickelodeon från 1996 till 2000.